# 毕加索广场

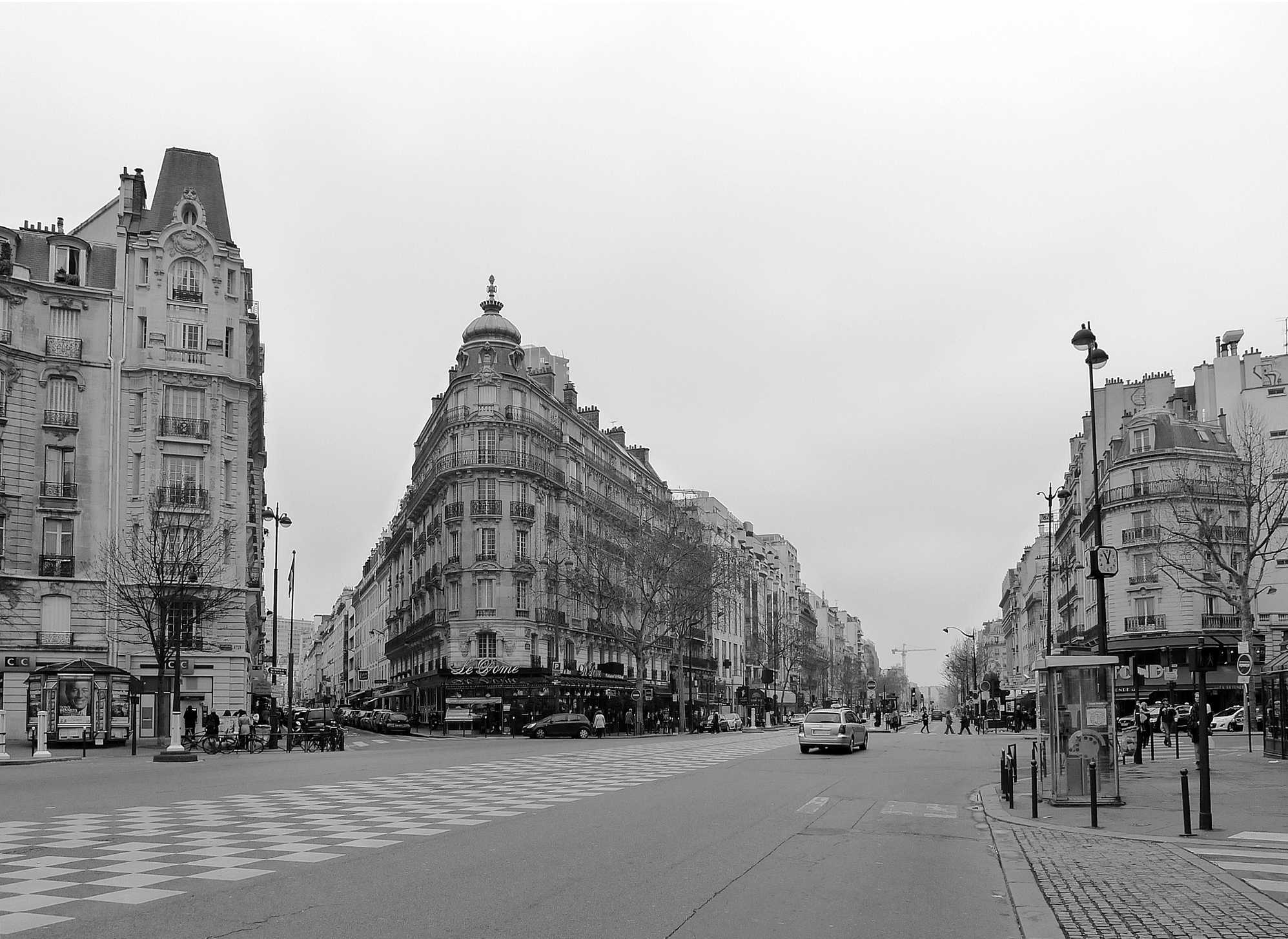
毕加索广场

毕加索广场（Place Pablo-Picasso）又名瓦文路口（carrefour Vavin）是法国巴黎的一个路口，位于巴黎第六区和巴黎十四区交界，拉斯帕伊大道（boulevard Raspail）、蒙帕纳斯大道和德郎布勒街（rue Delambre）的交汇处。 
1984年2月2日，这个路口命名为毕加索广场，得名于西班牙画家巴勃罗·毕加索（1881年，马拉加-穆冉Mougins, 1973年）。但在事实上，它是一个路口，而不是一个广场。

## 历史

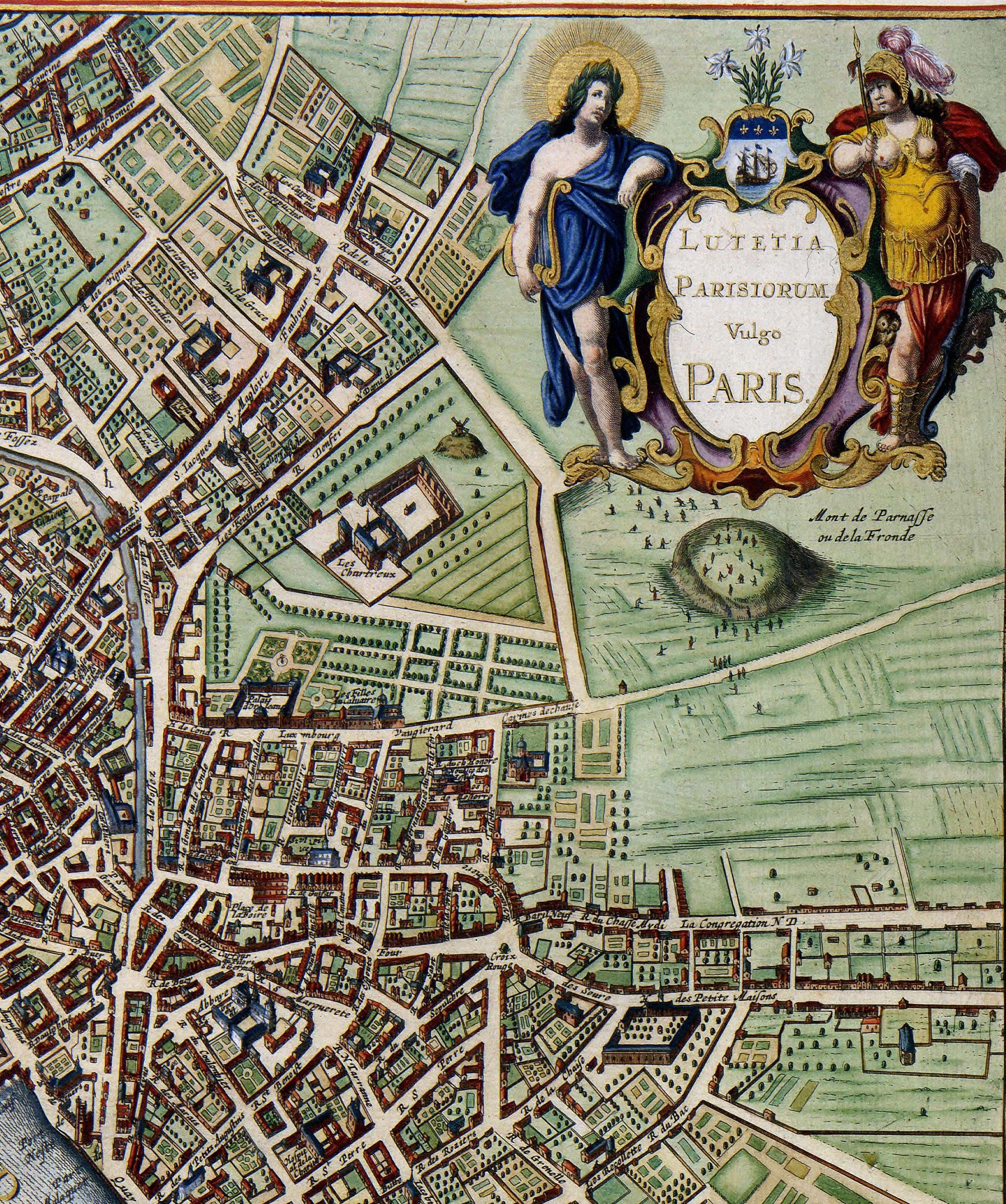

广场附近有一些蒙帕纳斯最著名的咖啡馆: 圆亭咖啡馆（la Rotonde）、多摩咖啡館（le Dôme）、圆顶餐厅（La Coupole）和菁英咖啡馆（le Select），在20世纪初曾是艺术家和知识分子频繁光顾的地点。